# Каменец (древнерусский город)
Каменец русских летописей — город в восточной части Волынского княжества.

## Местоположение
Первоначально летописный Каменец сопоставлялся с современным Каменцем-Подольским. Впоследствии Н. П. Барсов на основе анализа летописей пришёл к выводу об ошибочности этого суждения и предположил, что Каменец соответствует селу Каменка на левом (западном) берегу реки Случи. В настоящее время Каменец отождествляют с Камнем-Каширским либо с Большим Шепетовским городищем.

## История
Первое упоминание относится к 1196 году, когда окрестности города были атакованы Ростиславом Рюриковичем во время войны его отца Рюрика Ростиславича киевского с Романом Мстиславичем волынским.
В 1211 году после изгнания из Галича сын Романа Даниил уехал с матерью в Венгрию, а Василько стал князем в Каменце, но устойчивого удельного княжества в Каменце не образовалось.
В 1228 году в начавшейся после смерти Мстислава Удатного междоусобной войне Даниил выдержал в Каменце осаду киевскими, черниговскими, пинскими и половецкими войсками. Иногда Каменец русской летописи применительно к этим событиям толкуется как Кременец (по причине неприступности последнего; в 1226 году не взят венграми, в 1240 году он один из немногих городов на Руси, не взятых монголами).
В 1236 году Каменец осаждался венграми.
К 1239 году относится неоднозначное известие летописи о захвате в Каменце князем Ярославом (Всеволодовичем или Ингваревичем) семьи Михаила черниговского, бежавшего из Киева в Венгрию.
В 1240 году во время монгольского нашествия Каменец был взят монголами. Известие летописи «И приде Каменцю, Изяславлю, взятъ я. Видивъ же КремянЕць и градъ Даниловъ, яко не возможно прияти ему, и отиде от нихъ.» иногда толкуется таким образом, что был взят Каменец, принадлежавший Изяславу, а Кременец, принадлежавший Даниилу, уцелел. Возможно, Каменец был пожалован Даниилом Изяславу (по одной из версий, новгород-северскому) после разгрома монголами Чернигово-Северского княжества (как Луцк был пожалован Михаилу).